# Antoni Pons i Domínguez
Antoni Pons i Domínguez fou un arquitecte barceloní, titulat el 20 de març de 1909.

## Biografia
Fou arquitecte municipal de Vilafranca del Penedès des del 1919. Realitzà obres com la reforma de la masia Ca l’Estalella (1909-1910) a Castellví de la Marca, i de Can Raspall dels Horts (1909), un edifici del s.XVII a Vilafranca del Penedès, municipi on va projectar també els Magatzems Jové (1921), la Casa Cañas i Mañé (1911), i la Casa Rigual Artigas (1912).